# Биоэлектрохимия
Биоэлектрохимия — отрасль науки, изучающая электрохимические явления в живых организмах. Объектом исследования является биоэлектрический потенциал, возникающий на основе биологических процессов, происходящих в клетках и тканях живых организмов. Исследование биоэлектрического потенциала имеет большое значение для понимания физико-химических и физиологических процессов в живых системах и применяется в клинике с диагностической целью. Истоки биоэлектрохимии восходят к опытам итальянского учёного Л. Гальвани (1791); современная наука началась в 1902 году с работы немецкого физиолога Ю. Бернштейна, в которой была рассмотрена связь мембранного потенциала с концентрацией ионов К+.